# 卡岔河
卡岔河位于中华人民共和国吉林省北部，是拉林河左岸支流，河名源自发源于吉林舒兰市南部吉舒街道朱家小院东南老爷岭山脉庆岭山西侧，蜿蜒向西北流经舒兰响水水库、朝阳镇、亮甲山水库、榆树市保寿镇、城发乡、大岭镇等乡镇，于青山乡曹家村西汇入拉林河。河长213千米，河道平均比降0.3‰，流域面积3136平方千米。年均径流量2.19亿立方米。卡岔河流域在亮甲山水库以上为地山丘陵区，荒山秃岭，水土流失严重，水库以下大部分为台地、平原，河床淤积严重。